# Marc Bonfils
Pour les articles homonymes, voir Bonfils.
Marc Bonfils, décédé tragiquement en 2011 à 57 ans, est un spécialiste de permaculture qui a testé en France les méthodes écologiques de Masanobu Fukuoka.

## Biographie
Sa vie est assez mystérieuse. D'après les retranscriptions de ses enseignements de 1986, il a vécu en Afrique. Au début des années 1980, il revient en France se former à l'agriculture et découvre les travaux de Masanobu Fukuoka. Il conduit, durant trois ans en Beauce, la culture du blé sans labour ni pesticides. 
Au milieu des années 1980, il réside à Festes-et-Saint-André dans l'Aude et est membre fondateur de l'association Las Encantadas avec Emilia Hazelip en 1983. Cette association fait des recherches sur la permaculture propose des formations.
Dans ce cadre, Marc Bonfils rédige de très nombreux documents et donne des formations à la permaculture. Beaucoup de ses textes et formations sont accessibles librement grâce aux retranscriptions de Ulrich Schreier et l'autorisation d'Emilia Hazelip.
En avril 2011, avec une grosse somme d'argent, il quitte le domicile de son père en Dordogne et disparait. Son corps sera découvert, longtemps après son décès, en mars 2012 à Laroque-de-Fa.

## Postérité
Ses méthodes de cultures de céréales sont toujours expérimentées. Ses écrits restent une source de connaissance et d'inspiration pour le développement de la permaculture.

## Publications
- Travaux de Marc Bonfils sur les céréales[5]
- Retranscription d’une partie des recherches de Marc Bonfils sur l’agriculture synergétique[6], publié en 2011
- Retranscription de cassettes audio de la session de cours de Marc Bonfils, du 1er au 4 mai 1986. 10 heures de cours, 154 pages[7]